# Европейский фонд свободного программного обеспечения
Европейский фонд свободного программного обеспечения, ЕФСПО (англ. Free Software Foundation Europe, FSFE, FSF Europe) — некоммерческая организация, основанная в Германии 10 марта 2001 года с целью содействия развитию свободного ПО и операционных систем на основе GNU (например: Linux). Фонд является независимым европейским аналогом Фонда свободного программного обеспечения (FSF) и играет роль «точки соприкосновения» различных организаций свободного ПО в Европе.
Главная цель ЕФСПО — всесторонняя поддержка свободного ПО и в особенности проекта GNU в Европе. Для этого Фонд представляет консалтинговые услуги политикам, юристам и журналистам, чтобы обеспечить политическое, юридическое и социальное будущее свободного программного обеспечения.
ЕФСПО исходит из того, что доступ к программному обеспечению и контроль над ним определяют сферу возможностей в современном цифровом обществе. Поэтому свобода использования, копирования, изменения и распространения программного обеспечения, как говорится в сформулированном Ричардом Столлманом «Определении свободного ПО» («The Free Software Definition»), является необходимым условием для равного участия людей в общественной жизни в век информации.